# Lliga d'Alger de futbol
La Lliga d'Alger de futbol (Ligue d'Alger de Football Association, LAFA) fou una competició futbolística regional a Algèria, disputada a la ciutat d'Alger, i afiliada a la Federació Francesa de Futbol.

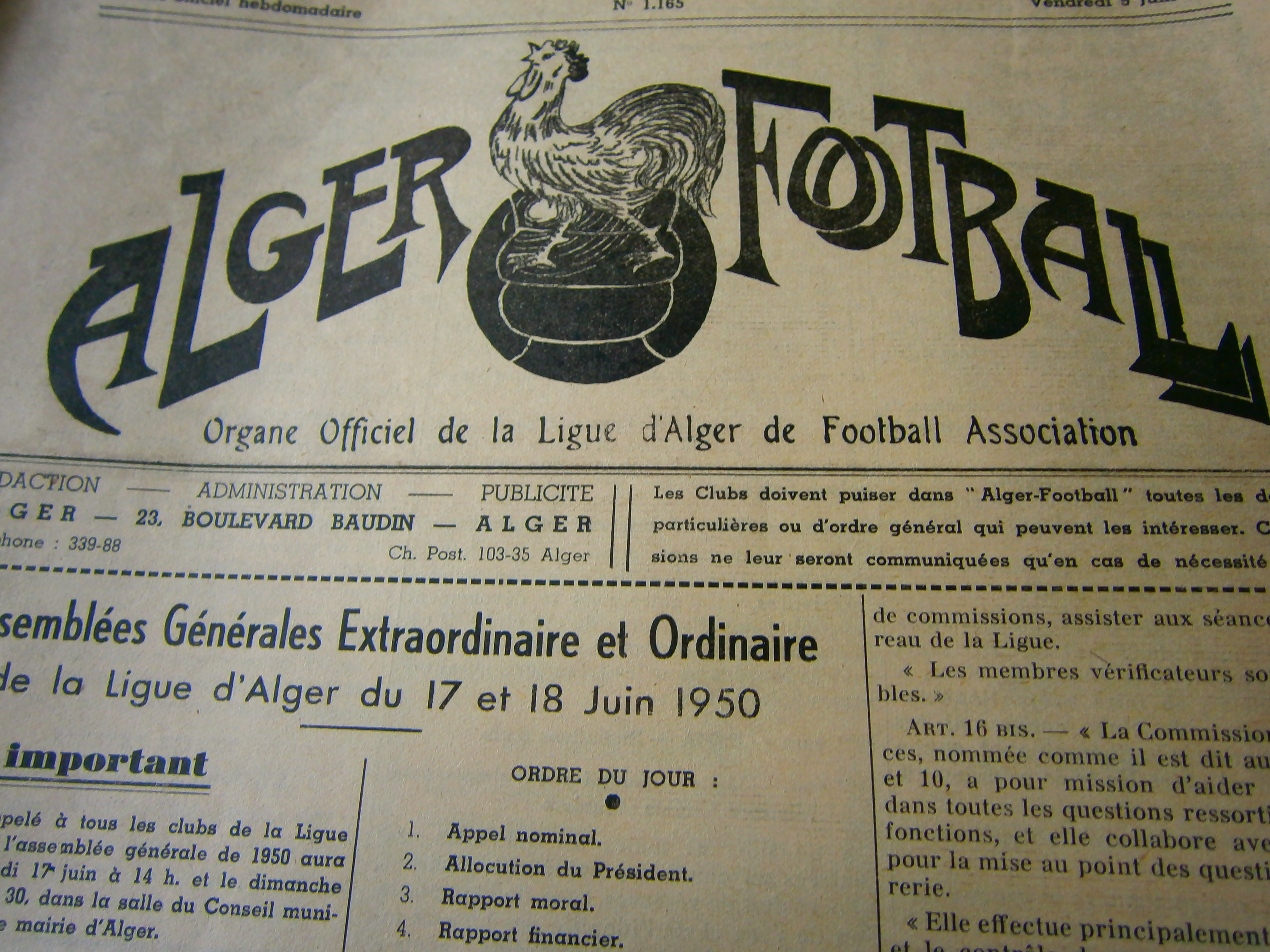
1a pàgina d'una còpia del setmanari Alger Football (avui desaparegut), òrgan oficial de la Lliga de l'Associació de Futbol d'Alger, núm. 1165, amb data del divendres 23 de juny de 1950.

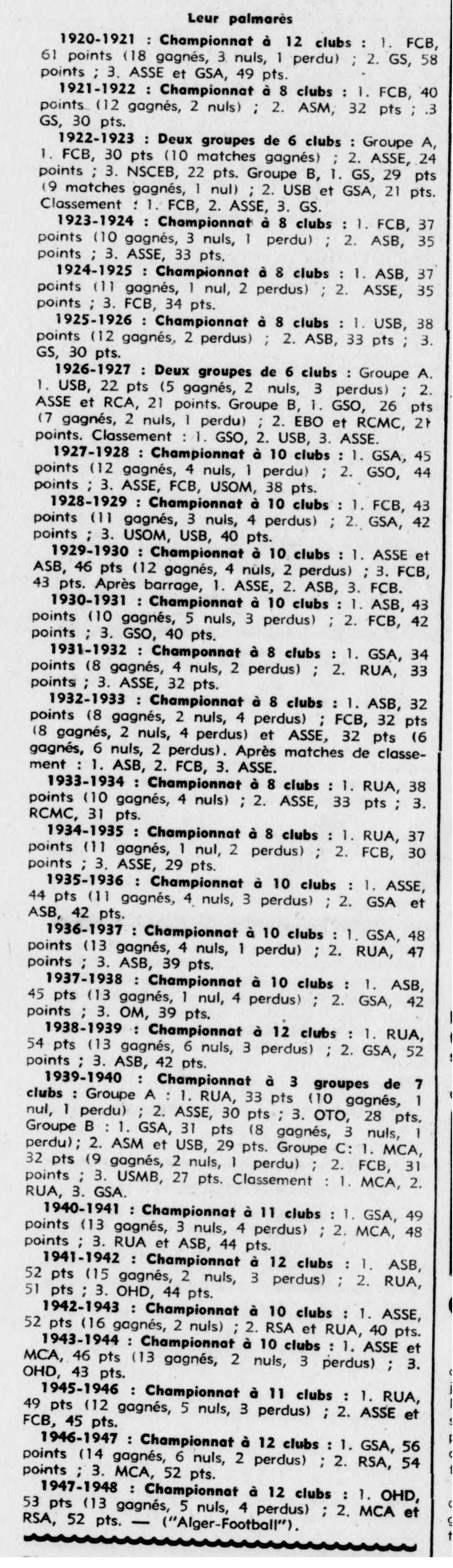
Palmarès de la Ligue d'Alger de 1920 a 1948.

Va ser creada l'any 1920. Cessà les seves operacions l'any 1962 després de la Guerra d'Algèria i la conseqüent independència del país.
Anteriorment, la Union des Sociétés Françaises de Sports Athlétiques (USFSA) havia creat el Comitè d'Alger l'any 1904, amb la seva competició.

## Historial
Font:
Lliga USFSA
- 1904-05: Stade Algérien[5][6][7]
- 1905-06: Sporting Club Algérois
- 1906-07: Stade Algérien[8]
- 1907-08:
- 1908-09:
- 1909-10:
- 1910-11: FC Blidéen[9]
- 1911-12: FC Blidéen[9]
- 1912-13: Gallia Sports Alger
- 1913-14: Gallia Sports Alger
- 1914-15: cancel·lat [a]
- 1915-16:
- 1916-17:
- 1917-18: Gallia Sports Alger
- 1918-19: Gallia Sports Alger
- 1919-20: FC Blidéen[10][11]

Lliga LAFA
- 1920-21: FC Blidéen (1)
- 1921-22: FC Blidéen (2)
- 1922-23: FC Blidéen (3)
- 1923-24: FC Blidéen (4)
- 1924-25: AS Boufarik (1)
- 1925-26: US Blidéenne (1)
- 1926-27: GS Orléansville (1)
- 1927-28: Gallia Sports Alger (1)
- 1928-29: FC Blidéen (5)
- 1929-30: AS Saint Eugène (1)
- 1930-31: AS Boufarik (2)
- 1931-32: Gallia Sports Alger (2)
- 1932-33: AS Boufarik (3)
- 1933-34: RU Alger (1)
- 1934-35: RU Alger (2)
- 1935-36: AS Saint Eugène (2)
- 1936-37: Gallia Sports Alger (3)
- 1937-38: AS Boufarik (4)
- 1938-39: RU Alger (3)
- 1939-40: MC Alger (1)[b]
- 1940-41: Gallia Sports Alger (4)[b]
- 1941-42: AS Boufarik (5)[b]
- 1942-43: AS Saint Eugène (3)[b]
- 1943-44: AS Saint Eugène (4)[b]
- 1944-45: AS Saint Eugène (5)
& MC Alger (2)[b]
- 1945-46: RU Alger (4)
- 1946-47: Gallia Sports Alger (5)
- 1947-48: Olymp. Hussein Dey (1)
- 1948-49: Olymp. Hussein Dey (2)
- 1949-50: Olymp. Hussein Dey (3)
- 1950-51: Gallia Sports Alger (6)
- 1951-52: AS Saint Eugène (6)
- 1952-53: FC Blidéen (6)
- 1953-54: Gallia Sports Alger (7)
- 1954-55: Gallia Sports Alger (8)
- 1955-56: GS Orléansville (2)
- 1956-57: AS Saint Eugène (7)
- 1957-58: Gallia Sports Alger (9)
- 1958-59: Olymp. Hussein Dey (4)
- 1959-60: GS Orléansville (3)
- 1960-61: Gallia Sports Alger (10)
- 1961-62: no finalitzà